# Giovanni Baroni
Giovanni Baroni (Corte Palasio, 5 ottobre 1860 – Lodi, 14 dicembre 1949) è stato uno storico, avvocato, politico e bibliotecario italiano. Percorsi gli studi classici, si laureò nel 1887 in Giurisprudenza all'Università di Torino. Fu avvocato di professione con particolare riguardo al campo agrario; impegnato anche in politica fu Consigliere comunale di Lodi e di centri vicini e Consigliere provinciale. Nel 1889 fu tra i fondatori del giornale Il cittadino. Dal 1892 fu membro della Deputazione storico-artistica per la Biblioteca e il Museo di Lodi; nel 1926 assunse la direzione degli istituti culturali del Comune, che comprendevano la Biblioteca, l'Archivio storico, la Pinacoteca e i Musei. Sotto la sua direzione, conservata fino alla morte, il Baroni impresse particolare sviluppo alla Biblioteca e alle raccolte delle ceramiche.
Baroni fu prolifico autore di testi riguardanti la storia di Lodi. Lasciò alla Biblioteca comunale Laudense circa 2.000 fra libri e carte, queste ultime oggi conservate come fondo dell'Archivio storico comunale. Morì novantenne a Lodi e trovò sepoltura nella cappella di famiglia a Crespiatica. La città di Lodi gli ha intitolato la via Giovanni Baroni.

## Opere e scritti
Un gran numero di scritti di Giovanni Baroni è consultabile presso il sito internet dell'Emeroteca Digitale promossa dalla Biblioteca Nazionale Braidense di Milano.